# Políptico de Valle Romita
El Políptico de Valle Romita (italiano: Polittico di Valle Romita) es una pintura del pintor italiano del gótico tardío Gentile da Fabriano, que data de c. 1410-1412 y ahora se encuentra en la Pinacoteca de Brera, en Milán.  Fue realizado originalmente para la ermita franciscana de Valle Romita, cerca del lugar de nacimiento de Gentile, Fabriano. 

## Historia
No hay información sobre los orígenes del Políptico de Valle Romita; sin embargo, pudo haber sido encargado por el señor de Fabriano, Chiavello Chiavelli, cuando en 1406 se restauró el convento local para albergar su futura tumba. La pintura dataría de 1406 a 1414, cuando Gentile abandonó las Marcas y se mudó a Brescia bajo Pandolfo III Malatesta. La presencia de elementos del estilo gótico internacional en particular, tal como lo practicó Michelino da Besozzo (como la representación precisa de detalles naturales), ha llevado a algunos a reducir las fechas a 1410-1412, cuando los dos artistas estuvieron juntos en Venecia. 
El políptico fue desmontado ya en el siglo XVIII. En 1811, la Pinacoteca de Brera adquirió, de la ermita que había sido suprimida, el panel central y los inferiores. Los paneles superiores fueron comprados a una colección privada en 1901. El marco neogótico data de 1925. 

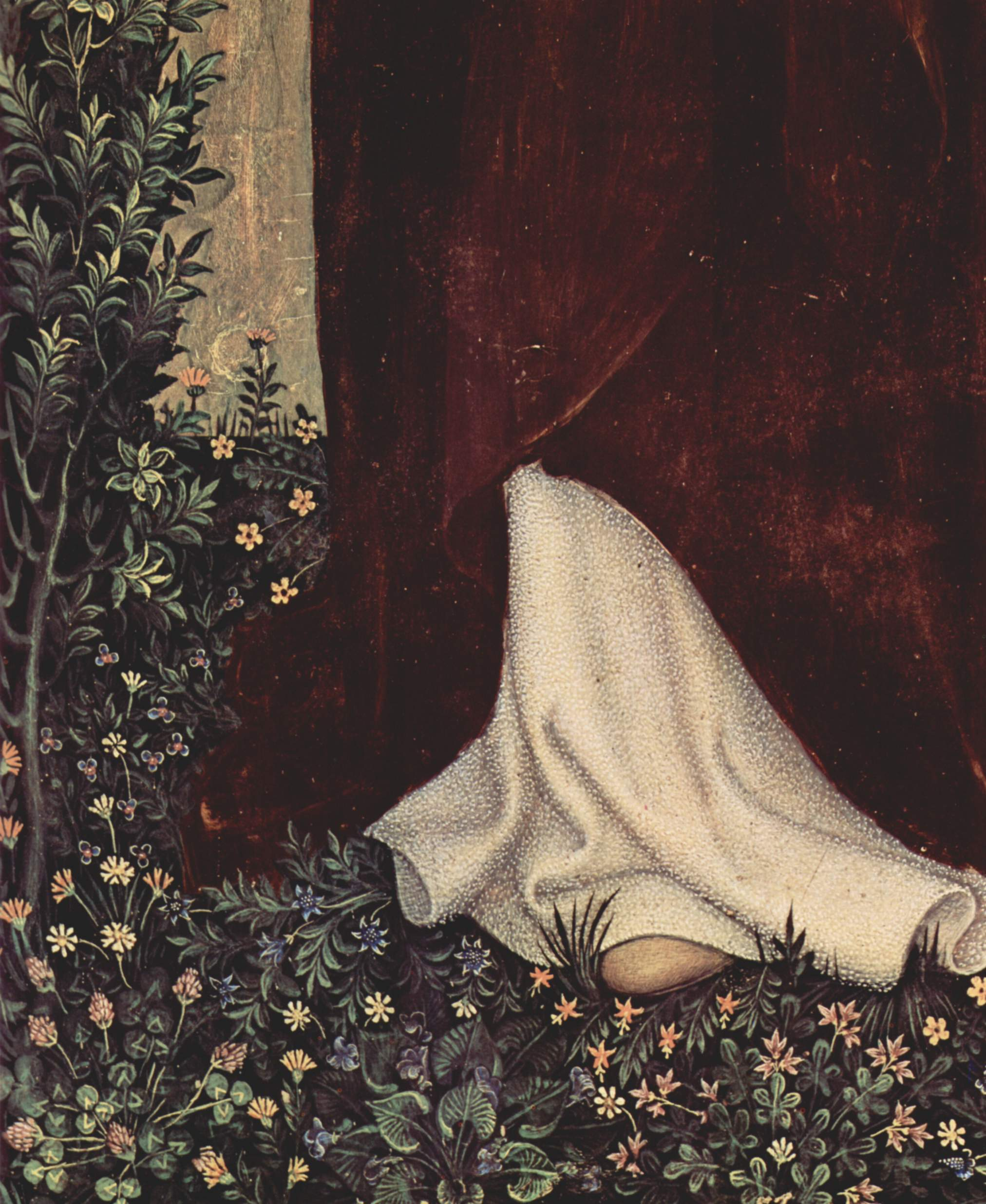
Detalle del jardín.

## Descripción
El políptico mide 280 x 250 cm; los paneles miden 157.20x79.6 (central), 117.50x40 (paneles laterales inferiores) y 48.9x37.8 (paneles superiores). 

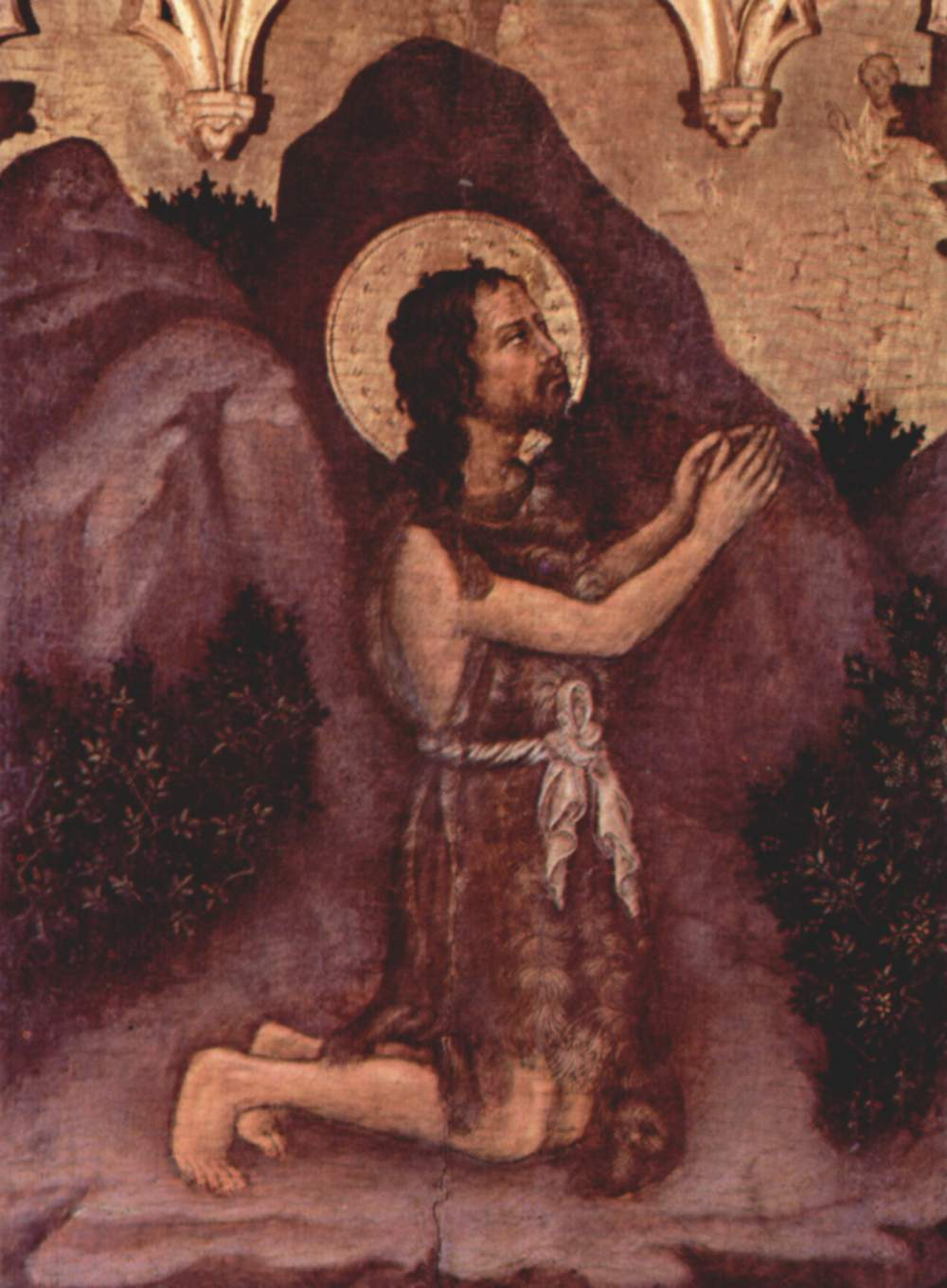
San Juan Rezando en el desierto.

El panel central representa la Coronación de la Virgen y, detrás Dios Padre entre querubines y abajo la paloma del Espíritu Santo para mostrar la Trinidad y un coro de ángeles músicos en la parte inferior. Esta escena se inspiró en los mosaicos bizantinos que Gentile había visto en Venecia en la Basílica de San Marcos, como demuestran las figuras que flotan en el aire y el brillante fondo dorado. Este último está muy bien trabajado. La prenda de Jesús está dibujada sobre una lámina de plata. 
Los cuatro paneles laterales muestran figuras de santos: a la izquierda están San Jerónimo, con un modelo de la iglesia en sus manos y ropas cardenalicias, y San Francisco de Asís, a la derecha Santo Domingo y María Magdalena. Las figuras están ubicadas en un jardín cuyas especies botánicas están pintadas con gran detalle. Los detalles incluyen la ampolla (no pintada, pero grabada en oro, confundiéndose con el fondo) sostenida por María Magdalena en la punta de sus dedos: luego, influenciado por el realismo de Masaccio, Gentile pintaría el mismo tema con María sosteniéndola firmemente en las manos en el Políptico de Quaratesi. 
Los paneles más pequeños en las cúspides superiores representan a San Juan Bautista orando en el desierto, el martirio de San Pedro de Verona, un santo franciscano que lee y San Francisco recibiendo los estigmas. Las escenas incluyen ejemplos adicionales de la atención de Gentile a los detalles, como la técnica de cuasi- puntillismo utilizada para plasmar la lana de la figura en la escena de Pedro, o el fino vello de la tela de San Juan. Es probable que la cúspide central albergara originalmente un panel con la Crucifixión, que se encuentra en la misma habitación de la Pinacoteca. También se cree que otros pequeños paneles verticales con santos, divididos entre varias colecciones, se encontrarían originalmente en los lados del políptico, ahora perdidos.